# Brazos megye
Brazos megye az Amerikai Egyesült Államokban, azon belül Texas államban található. Megyeszékhelye Bryan, legnagyobb városa College Station. Lakosainak száma 233 849 fő (2020. április 1.). Brazos megye Robertson, Madison, Grimes, Washington, Burleson és Leon megyékkel határos.

## Népesség
A megye népességének változása:
| Lakosok száma | 195 678 | 197 536 | 200 400 | 203 164 | 215 037 | 222 830 | 233 849 |
|               | 2010    | 2011    | 2012    | 2013    | 2015    | 2017    | 2020    |